# Kropptjärnen (Älvdalens socken, Dalarna, 681281-136657)
Kropptjärnen är en sjö i Älvdalens kommun i Dalarna och ingår i Dalälvens huvudavrinningsområde. Sjön har en area på 0,0873 kvadratkilometer och ligger 452,9 meter över havet.

## Delavrinningsområde
Kropptjärnen ingår i det delavrinningsområde (681254-136557) som SMHI kallar för Inloppet i Tyri. Medelhöjden är 450 meter över havet och ytan är 4,08 kvadratkilometer. Räknas de 21 avrinningsområdena uppströms in blir den ackumulerade arean 219,56 kvadratkilometer. Horrmundsvallen (Björnån) som avvattnar avrinningsområdet har biflödesordning 3, vilket innebär att vattnet flödar genom totalt 3 vattendrag innan det når havet efter 487 kilometer. Avrinningsområdet består mestadels av skog (47 procent) och sankmarker (27 procent). Avrinningsområdet har 0,43 kvadratkilometer vattenytor vilket ger det en sjöprocent på 10,6 procent.